# Долина (Кропивницький район)
Доли́на — село в Україні, у Дмитрівській сільській громаді Кропивницького району Кіровоградської області. Населення станом на 2001 рік становило 15 осіб. Орган місцевого самоврядування — Дмитрівська сільська рада.

## Географія
У селі бере початок Балка Скалева.

## Населення
Згідно з переписом УРСР 1989 року чисельність наявного населення села становила 40 осіб, з яких 16 чоловіків та 24 жінки.
За переписом населення України 2001 року в селі мешкало 15 осіб. 100 % населення вказало своєю рідною мовою українську мову.